# Osmo Kalpala
Osmo Kalpala est un ancien pilote de rallyes finlandais, spécialiste du rallye des 1000 lacs. 

## Palmares au rallye des 1000 lacs

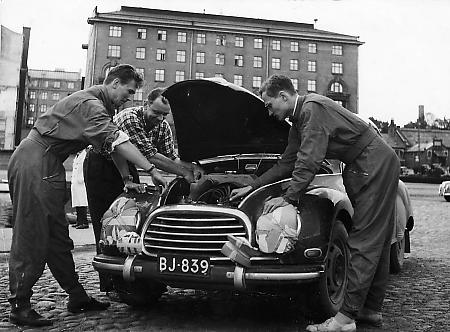
Osmo Kalpala lors de sa seconde victoire au rallye de Finlande, en 1956 sur DKW.

- Vainqueur en 1954, sur Panhard Dyna X (copilote son frère Eino Kalpala);
- Vainqueur en 1956, sur DKW Donau (copilote Eino Kalpala);
- Vainqueur en 1958, sur Alfa Romeo TI (copilote Eino Kalpala);
  - 2e en 1955 sur Panhard Dyna Z (copilote Eino Kalpala);
  - 3e en 1957 sur DKW Donau (copilote Eino Kalpala);
  - 1959: participation sur Citroën ID 19 (copilote Eino Kalpala);
  - 1960: participation sur Alfa Romeo TI (copilote Eino Kalpala);
  - (remarque: en 1962 Eino Kalpala prend alors le volant pour participer à l'épreuve sur Morris Cooper (copilote Klaus Louhivuori)).